# NGC 5129
NGC 5129 é uma galáxia elíptica (E) localizada na direcção da constelação de Virgo. Possui uma declinação de +13° 58' 36" e uma ascensão recta de 13 horas, 24 minutos e 10,0 segundos.
A galáxia NGC 5129 foi descoberta em 19 de Março de 1787 por William Herschel.